# Un amour infini (film, 1981)
Pour les articles homonymes, voir Un amour infini et Endless Love.
Pour plus de détails, voir Fiche technique et Distribution.
Un amour infini (Endless Love) est un film américain réalisé par Franco Zeffirelli, sorti en 1981.

## Synopsis
Deux jeunes adolescents tombent amoureux l'un de l'autre, mais la passion qui les dévore est trop ardente pour les parents de Jade qui tentent sans succès de mettre un terme à leur relation. David incendie leur maison et est interné en hôpital psychiatrique. À sa sortie, il cherche à revoir Jade. Elle se décide alors à partir pour éviter que cet amour ne les tue tous les deux…

## Fiche technique
- Titre français : Un amour infini
- Titre original : Endless Love
- Réalisateur : Franco Zeffirelli
- Scénario : Judith Rascoe, d'après le roman de Scott Spencer
- Musique : Jonathan Tunick
- Photographie : David Watkin
- Montage : Michael J. Sheridan
- Production : Dyson Lovell
- Société de production : PolyGram Filmed Entertainment
- Société de distribution : Universal Pictures
- Pays :  États-Unis
- Langue : Anglais
- Format : Couleur - Mono - 35 mm - 1.85:1
- Genre : Drame, Romance
- Dates de sortie :
  -  États-Unis : 17 juillet 1981
  -  France : 26 août 1981
- Affiche : Bill Gold (États-Unis)

## Distribution
- Brooke Shields : Jade Butterfield
- Martin Hewitt : David Axelrod
- Shirley Knight : Ann Butterfield
- Don Murray : Hugh Butterfield
- Richard Kiley : Arthur Axelrod
- Beatrice Straight : Rose Axelrod
- James Spader : Keith Butterfield
- Ian Ziering : Sammy Butterfield
- Robert Moore : Dr Miller
- Penelope Milford : Ingrid Orchester
- Jan Miner : Mme Switzer
- Salem Ludwig : M. Switzer
- Leon B. Stevens : Le juge J. W. Rogers
- Vida Wright : Sonia
- Jeff Marcus : Leonard
- Patrick Taylor : Bob Clark
- Jamie Bernstein : Susan
- Tom Cruise : Billy

## Autour du film
- Première apparition de Tom Cruise au cinéma.

- La chanson-titre du film chantée par Diana Ross et Lionel Richie s'est classée nº1 aux États-Unis.

- Ce film a connu un remake remasterisé du même nom et réalisé par Shana Feste et sorti en 2014.

## Distinctions

### Nominations
- Razzie Awards :
  - Pire film pour Dyson Lovell
  - Pire actrice pour Brooke Shields
  - Pire second rôle féminin pour Shirley Knight
  - Pire réalisateur pour Franco Zeffirelli
  - Pire scénario pour Judith Rascoe
  - Pire révélation pour Martin Hewitt

- The Stinkers Bad Movie Awards :
  - Pire film pour Dyson Lovell et Keith Barish (en)
  - Pire actrice pour Brooke Shields
  - Pire direction Franco Zeffirelli
  - Pire scénario
  - Pire couple à l'écran pour Brooke Shields, Martin Hewitt et Shirley Knight

- Oscars :
  - Meilleure chanson originale pour Lionel Richie

- Golden Globes :
  - Meilleure chanson originale pour Lionel Richie

- Grammy Awards :
  - Meilleur album de musique originale pour un film ou téléfilm pour Lionel Richie, Jonathan Tunick et Thomas McClary

- Young Artist Awards :
  - Meilleur jeune acteur pour Martin Hewitt
  - Meilleure jeune actrice pour Brooke Shields

### Récompenses
- Jupiter Awards :
  - Meilleure actrice internationale pour Brooke Shields

- American Movie Awards :
  - Meilleure chanson originale pour Endless Love

- ASCAP Film and Television Music Awards :
  - Meilleure performance dans un film pour Lionel Richie pour la chanson Endless Love